# Converse (công ty giày)

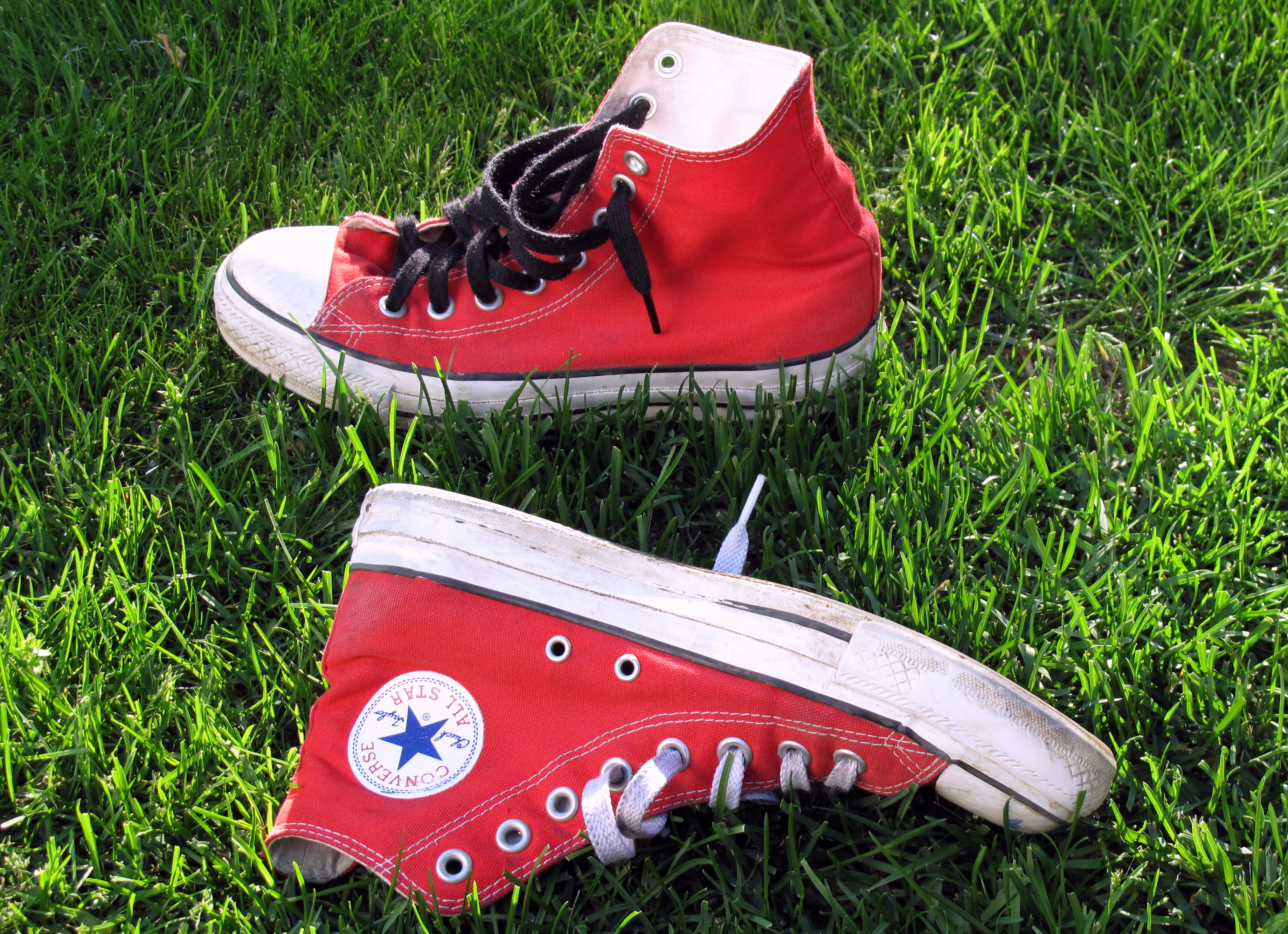
Converse Chuck Taylor All-Stars

Converse là một công ty giày của Mỹ chuyên sản xuất giày trượt ván, giày dép thường ngày và quần áo. Được thành lập vào năm 1908, đến nay Converse đã trở thành một công ty con của Nike, Inc. kể từ năm 2003.
Trong suốt chiến tranh thế giới lần thứ II, từ một công ty chuyên gia công giày cho cộng đồng, Converse đã chuyển sang chuyên sản xuất các mẫu giày phục vụ cho quân đội. Đây là một trong số ít những nhà sản xuất sản phẩm giày thể thao thống trị thị trường giày của Mỹ trong suốt hơn một nửa thập kỷ. Kể từ những năm 1970, công ty mất dần vị thế thống trị của mình khi những nhà sản xuất giày khác giới thiệu những sản phẩm giày mang phong cách của riêng họ.
Những đôi giày của Converse có sự khác biệt rất lớn so với các thương hiệu khác, trong đó phải kể đến phù hiệu của công ty với hình ngôi sao, phần đế được làm từ cao su của All Star, phần mũi giày tròn và trơn bóng, cùng với đó là phần dây buộc quấn quanh.
Converse sản xuất các sản phẩm của mình dưới tên các dòng giày như Cons, Chuck Taylor All-Star, John Varvatos và Jack Purcell. Bên cạnh mặt hàng may mặc và giày dép, công ty cũng bán các sản phẩm khác thông qua hệ thống bán lẻ tại hơn 160 quốc gia và xấp xỉ 75 chuỗi cửa hàng thuộc quyền của công ty trải dài khắp nước Mỹ, quản lý 2,658 nhân viên tại Mỹ vào năm 2015.

## Hình thành

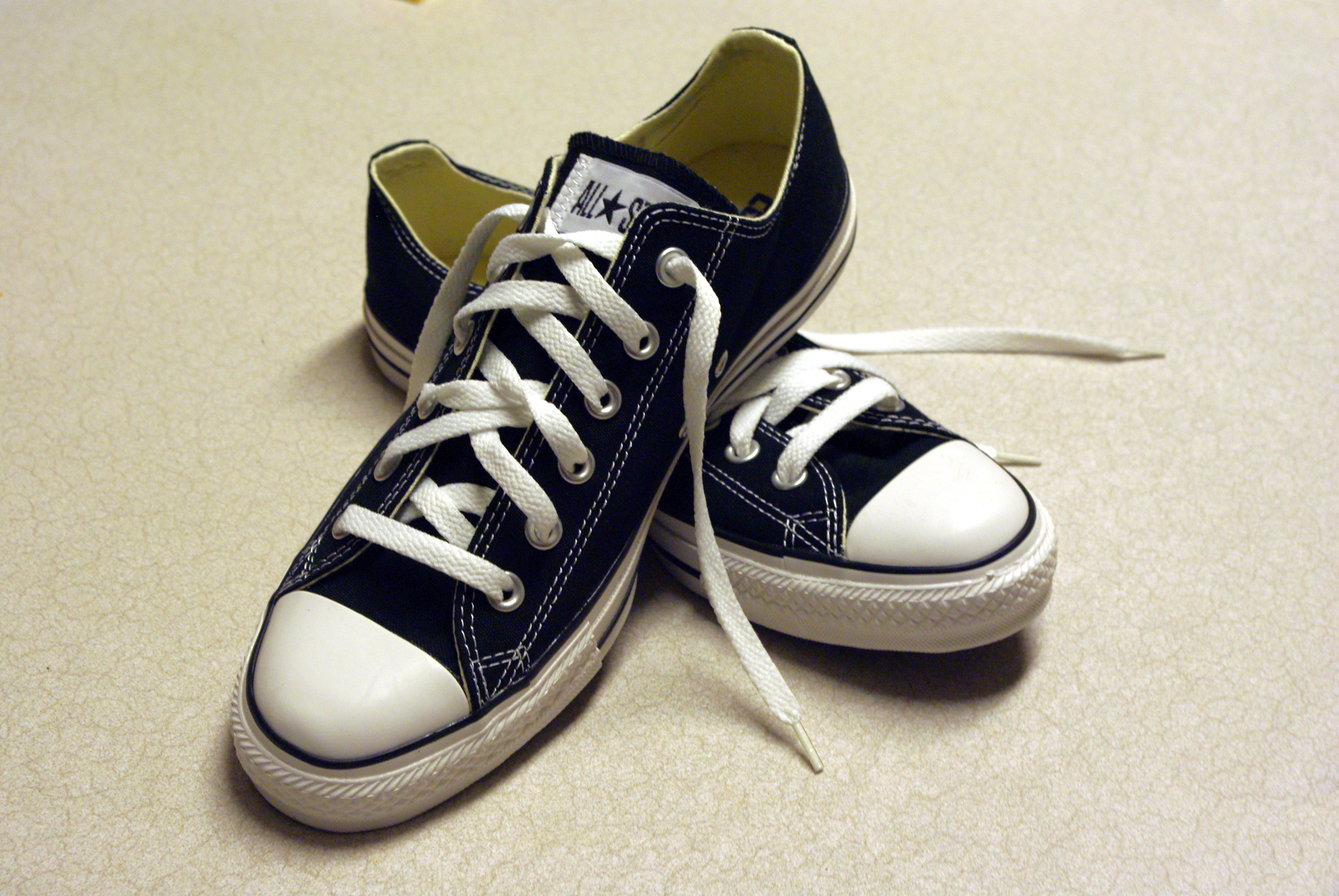
Converse Cons

Vào năm 47 tuổi, Marquis Mills Converse, người trước đó từng làm quản lý của một công ty chuyên sản xuất giày, đã quyết định thành lập Công ty Giày Cao su Converse vào tháng 2 năm 1908 tại Malden, Massachusetts. Công ty lúc đó là một nhà sản xuất giày cao su, chuyên cung cấp giày đế cao su đi vào mùa đông dành cho nam, nữ và trẻ em. Đến năm 1910, Converse bắt đầu sản xuất các mẫu giày thường ngày, và đến năm 1915 công ty bắt đầu sản xuất giày thể thao.
Thành công của công ty giày bắt đầu nảy nở vào năm 1917 khi mẫu giày bóng rổ Converse All-Star được giới thiệu. Đến năm 1923, một cầu thủ bóng rổ tên là Charles H. "Chuck" Taylor bước vào cửa hiệu của Converse và phàn nàn về phần đế giày đi quá đau chân. Converse sau đó đã đề nghị cho anh ta một công việc: anh ta sẽ làm một nhân viên kinh doanh cũng như đại sứ thướng hiệu cho công ty, quảng bá hình ảnh những đôi giày đến toàn bộ nước Mỹ, và đế năm 1932, chữ ký của Taylor đã được đưa vào miếng miếng dán All-Star trên đôi giày thể thao cổ điển, đế cao của thương hiệu này. Chuck Taylor tiếp tục công việc của mình một thời gian sau cho đến khi mất vào năm 1969.
Converse cũng đưa ra những tùy biến với phiên bản New York Renaissance ("Rens"), dành riêng cho đội bóng rổ chuyên nghiệp với toàn bộ thành viên là người Mỹ gốc Phi. Vào năm 1962, chủ công Wilt Chamberlain của đội tuyển Philadelphia Warriors ghi 100 điểm trong một trận đấu NBA trong khi đang đeo một đôi giày Chucks, giúp đội nhà chiến thắng với tỷ số 169–147 trước đối thủ New York Knicks tại Hershey, Pennsylvania vào ngày 2 tháng 3.

## Giai đoạn 1941–2001: Chiến tranh, trỗi dậy, phá sản và đổi chủ
Khi nước Mỹ tham gia vào Chiến tranh thế giới thứ hai vào năm 1941, Converse chuyển sang cung cấp các mẫu giày được làm từ cao su, quần áo và đồ bảo hộ chiến đấu phục vụ quân đội. Công ty sau đó quay trở lại với những mẫu giày thể thao khi chiến tranh kết thúc. Trở nên nổi tiếng trong thập kỷ 50 và 60, Converse đã quảng bá được hình ảnh của một nước Mỹ trong quyển sách Converse Yearbook. Họa sĩ Charles Kerins là người đã vẽ bìa sách để ca ngợi vai trò của Converse đối với cuộc sống của thế hệ vận động viên tại các trường trung học và đại học.

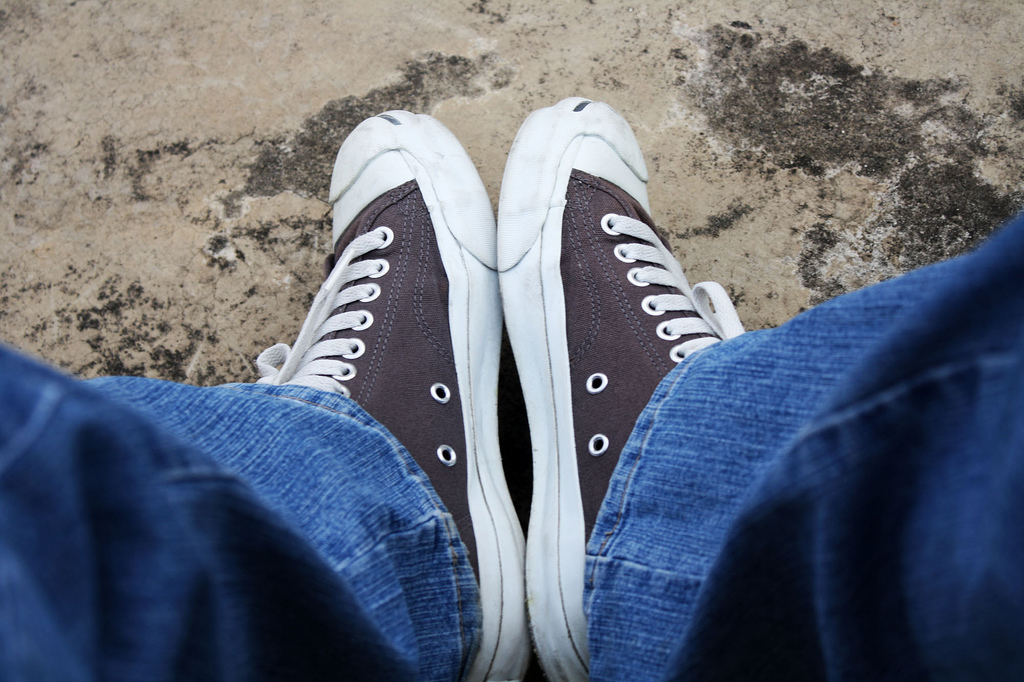
Converse Jack Purcells

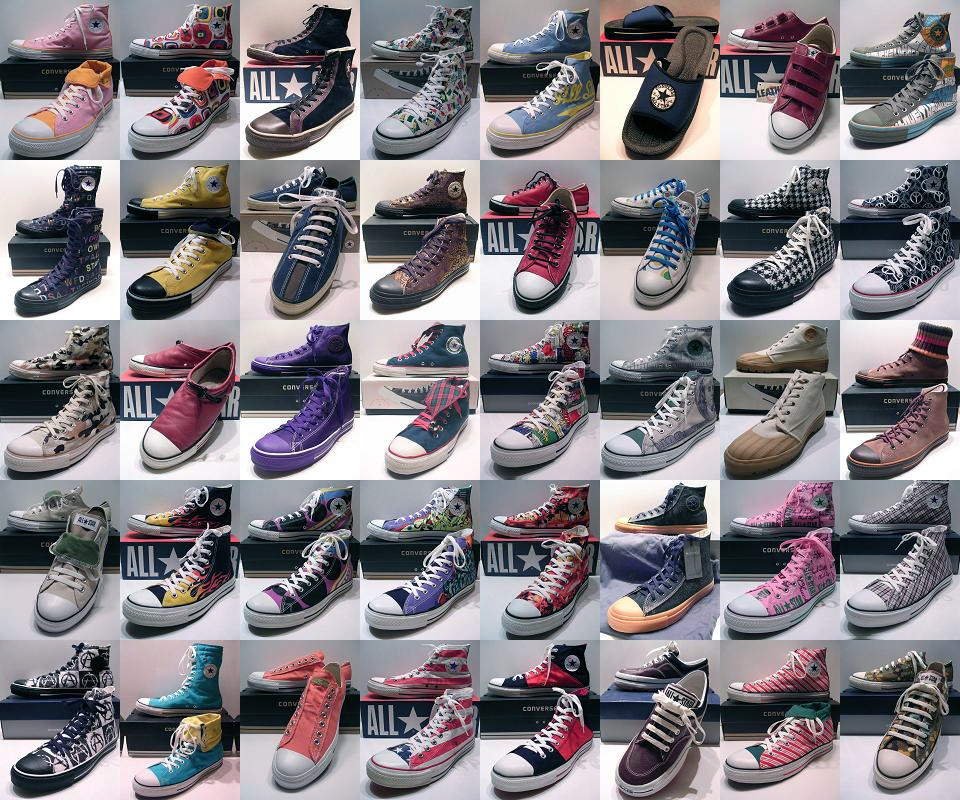
Một số kiểu giày Converse

Vào những năm 1970s, Converse mua lại quyền sử dụng thương hiệu đối với mẫu giày Jack Purcell từ B.F. Goodrich.
Converse dần mất sự thống trị của mình kể từ thập niên 1970 trở đi, với sự góp mặt của nhiều đối thủ mới, bao gồm Puma và Adidas, tiếp đó là Nike, rồi một thập niên sau là sự xuất hiện của Reebok, đây là những công ty đã mang lại luồng gió mới cho thị trường đồ thể thao. Converse sau đó không còn là đôi giày chính thức của giải đấu National Basketball Association (NBA) nữa, một danh hiệu mà họ đã nắm giữ suốt nhiều năm.
Thiết kế với logo có đường vằn hình chữ V cùng phù hiệu ngôi sao không chỉ đi theo mãi với dòng giày All Star mà còn đối với mọi kiểu giày Converse từ trước đến nay được tạo ra bởi một nhân viên có tên là Jim Labadini.
Những đôi giày dùng vải canvas kèm đế cao su vẫn giữ được sự phổ biến vào những năm 1980s như là một đôi giày đi thường ngày của mỗi người, nhưng Converse cuối cùng đã dần đánh mất sự tự tin vào thương hiệu "All Stars", một thương hiệu gặp phải sự khủng hoảng suốt khoảng thời gian 2 năm 1989–1990. Đến năm 2000, doanh thu của Converse liên tục giảm và khoản nợ lại chống chất thêm mỗi năm.
Converse sau đó phải đệ đơn xin phá sản vào 22 tháng 1 năm 2001. Không lâu sau đó, vào ngày 30 tháng ba, nhà máy sản xuất cuối cùng của công ty tại Mỹ cũng phải đóng cửa, và chuỗi gia công của công ty chính thức nằm hoàn toàn tại nước ngoài. Vào tháng 4 năm 2001, Footwear Acquisitions, một công ty của Marsden Cason và Bill Simon, mua lại thương hiệu khỏi việc bị phá sản và tìm kiếm thêm sự trợ giúp từ những đối tác mới bao gồm Jack Boys, Jim Stroesser, Lisa Kempa và David Maddocks để giúp tìm lại ánh hào quang cho công ty.

## Nike
Vào tháng 7 năm 2003, Nike trả 309 triệu đô la để mua lại Converse. Nike sau đó đưa những sản phẩm Converse phổ biến vào thập niên 1980 trở lại thị trường giày vào năm 2010. Nike cũng mở rộng sản xuất cho thương hiệu Converse ở cả những mảng kinh doanh khác chứ không chỉ riêng về giày.
Đến tháng 11 năm 2012, Converse đã biến mất hoàn toàn khỏi giải NBA, khi 12 cầu thủ duy nhất còn lại đi những sản phẩm của thương hiệu này hoặc rời khỏi giải NBA, hoặc chuyển sang dùng những đôi giày của hãng khác. Carlos Arroyo rời đi và chuyển sang nước ngoài thi đấu vào cuối năm 2011, Maurice Evans chơi trận cuối cùng cho Washington Wizards vào tháng 4 năm 2012. Chín cầu thủ còn lại chuyển sang dùng Nike: Acie Law (người chuyển sang nước ngoài) vào cuối năm 2011; JJ Barea vàKirk Hinrich trong suốt mùa giải NBA 2011–12; Luke Harangody và Larry Sanders sau mùa giải; Elton Brand, Louis Williams và Kyle Korver vào mùa giải mùa giải NBA 2012–13; Chris Andersen trong suốt mùa giải. Udonis Haslem, tuyển thu NBA cuối cùng vẫn mang giày Converse trên chân, cũng đã cùng người đồng đội của đội tuyển Miami Heat là Dwyane Wade chuyển sang sử dụng thương hiệu Li-Ning vào cuối tháng 11 năm 2012.
Những người nổi tiếng thích đi Converse bao gồm Snoop Dogg, Kristen Stewart và Rihanna. Sự phát triển của Converse như một loại phụ kiện thời trang thường ngày đã đóng góp đến $1.7 tỷ doanh thu của công ty vào năm 2014 và $2 tỷ vào năm 2015.

### Trụ sở mới

Trụ sở chính của Converse được xây dựng tại khu Lovejoy Wharf ở Boston

Vào tháng 1 năm 2013, Converse thông báo kế hoạch xây dựng tòa nhà trụ sở mới, việc chuyển đi sẽ diễn ra vào tháng 4 năm 2015. Tòa nhà được thi công gần ga Bắc ở khu trung tâm thành phố Boston, tại khu Lovejoy Wharf, nhìn toàn cảnh sang phía sông Charles River. Trụ sở 10 tầng 214,000 foot vuông (19,8813 m2) có bao gồm cả một studio nhạc dành riêng cho dự án "Converse Rubber Tracks", 5.000 foot vuông (460 m2) phòng tập gym cùng với nhiều gian phòng tập yoga được thiết kế với sự hợp tác của Nike, một cửa hàng bán lẻ mới 3.500 foot vuông (330 m2) của riêng công ty chuyên cung cấp sản phẩm mới nhất.

### Chuck Taylor All Star II
Một phiên bản cải tiến của Chuck Taylor All-Star, Chuck Taylor II, được công bố bởi giám đốc công ty vào tháng 7 năm 2015. Đôi giày Chuck Taylor II được phát hành vào ngày 28 tháng 7 năm 2015 Với việc sử dụng những công nghệ của Nike, đôi giày vẫn giữ những đường nét của thiết kế cổ điển nhưng đồng thời trọng lượng đã giảm đáng kể nhờ việc sử dụng đế lunarlon. Những thay đổi đáng chú ý được thực hiện cho giày thể thao mới là loại bỏ lớp bọc xung quanh, vải cao cấp với đường khâu chất lượng cao hơn và lưỡi không bị trượt.

### Thị trường trượt ván
Với thương hiệu "CONS", Converse thành lập một chương trình chuyên về trượt ván vào năm 2009 với một đội tuyển các các vận động viên đóng vai trò "đại sứ": Kenny Anderson, Anthony Pappalardo, Nick Trapasso, Sammy Baca, Ethan Fowler, Raymond Molinar và Rune Glifberg.
Vào năm 2012, công ty đã thêm Jason Jessee và Mike Anderson vào đội tuyển của mình.
Vào tháng 8 năm 2012, Converse tài trợ một sự kiện trượt ván tại Bãi biển Huntington, California, Mỹ. Trapasso, Tom Remillard, Aaron Homoki, Greyson Fletcher, Ben Raemers, Ben Hatchell, Robbie Russo và Ben Raybourn cũng tham dự trong cuộc thi lần này. Raybourn là người giành chiến thắng chung cuộc và nhận giải thưởng $20,000 và Homoki chiến thắng $3,000 cho phần thi Kỹ thuật Hay nhất.
Vào tháng 7 năm 2014, đội tuyển trượt ván CONS còn bao gồm các thành viên từ ban đầu là Anderson, Trapasso, Baca và Glifberg, những người còn lại gồm Jessee, Anderson, Julian Davidson, Remillard, Zered Basset, Ben Raemers, Jake Johnson, Eli Reed, Louis Lopez, Sage Elsesser và Sean Pablo được thêm vào sau đó. Bassett đã quay một đoạn phim quảng cáo được phát hành vào tháng 7 năm 2014, ghi lại cảnh anh trượt ván khắp Thành phố New York trong một phiên bản giày ván trượt hoàn toàn mới Converse Weapon, có tên "CONS Weapon Skate."

### Kiện tụng
Bắt đầu vào tháng 7 năm 2008, Converse đã gửi đi 180 lá thư tới hơn 30 công ty khác với cáo buộc họ đã xâm hại thương hiệu Chuck Taylor All Star và bán các mẫu giày có thiết kế giống với Converse.
Vào tháng 10 năm 2014, Converse đâm đơn kiện 30 công ty vi phạm vì sử dụng thiết kế mũi giày tròn trơn, phần đế có sọc xuyên suốt bàn chân. Thương hiệu cáo buộc các công ty đã vi phạm luật thương hiệu với việc nhập khẩu các mẫu giày với cùng nguyên liệu. Nhiều công ty sau đó đã dàn xếp được với Converse và được rút khỏi danh sách cáo buộc.
Vào tháng 11 năm 2015, Charles Bullock, Thẩm phán tối cao của Uỷ ban Thương mại Quốc tế, trong phán quyết sơ bộ đã nêu ra việc nhiều thương hiệu bị Converse kiện ra tòa đã vi phạm thương hiệu về thiết kế phần đế của Converse, ví dụ như đường khuôn của phần dưới của đế giày. Thẩm phán Bullock cũng cho rằng thương hiệu "Twinkle Toes" của Skechers dù có điểm tương đồng, tuy nhiên lại đủ khác biệt và đã được quảng bá theo một cách không thể bị nhầm lẫn sang thương hiệu Chuck Taylor All-Stars. Thẩm phán Bullock cũng phán quyết rằng phần lớn các đôi giày của Highline United được bán dưới tên thương hiệu Ash không vi phạm và mẫu giày của Converse không giống mẫu giày này ở phần đế giữa.
Vào ngày 23 tháng 6 năm 2016, trớ trêu thay vào đúng lễ tưởng niệm ngày mất của Chuck Taylor, Uỷ ban Thương mại Quốc tế đã phán quyết rằng cáo buộc về thương mại của Converse đối với các công ty khác về việc có thiết kế mũi giày trơn tròn và to, đường vằn dọc suốt thân giày không được quyền nhận sự bảo vệ của luật và họ cho rằng Converse đã đăng ký nhãn hiệu liên bang không hợp lệ. Vụ kiện này hiện tại đang bị kháng cáo tới Uỷ ban Kháng nghị Liên Bang của Tòa án tối cao Hoa Kỳ. Một phiên điều trần bằng miệng của kháng cáo này sau đó được tiến hành vào ngày 8 tháng 2 năm 2018. Quyết định đối với đơn kháng cáo hiện vẫn đang được xử lý.

## Mẫu giày

### The Weapon

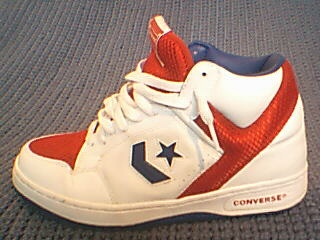
Mẫu giày The Weapon, được sản xuất với nhiều phối màu khác nhau

Vào năm1986, Converse ra mắt mẫu giày bóng rổ "The Weapon". Được sản xuất với hai phối màu để phù hợp với màu áo của đội tuyển bóng rổ, đôi giày có hai phiên bản thấp cổ và cao cổ. Điều đặc biệt ở đôi giày này  chính là thiết kế với phần da bao quanh, bên cạnh đó là phần đế bên trong được sử dụng một tấm đệm khá nặng để đem lại cảm giác thoải mái. Converse đã tái phát hành phiên bản "The Weapon" cổ điển (được Kobe Bryant sử dụng ít nhất ba lần vào năm 2002 và được Andre Miller đi vào năm 2002 từ giữa tháng 8 đến cuối tháng 9) nhiều lần trong khoảng thời gian từ 1999 đến 2003 và sau đó là phiên bản "The Loaded Weapon" vào năm 2003, "The Weapon 86" vào năm 2008 (và phiên bản Poorman vào năm 2009, phiên bản John Varvatos vào năm 2012), "The Weapon EVO" ra mắt năm 2009, và đôi giày kế tiếp của bộ sưu tập "The Star Player EVO" (đôi khi được viết ngắn lại thành "The Star Plyr EVO" hoặc "The Star Ply EVO") vào năm 2010.
Những người đầu tiên ủng hộ "The Weapon" là Larry Bird và Magic Johnson, trông vô cùng nổi bật trong một đoạn phim quảng cáo của Converse được ghi hình ở quê nhà của Bird, French Lick, Indiana, vào năm 1985. Những đôi giày này cũng được đi bởi Axl Rose trong video ca nhạc của nhóm Guns N' Roses: "Estranged".

### Những phiên bản đặc biệt

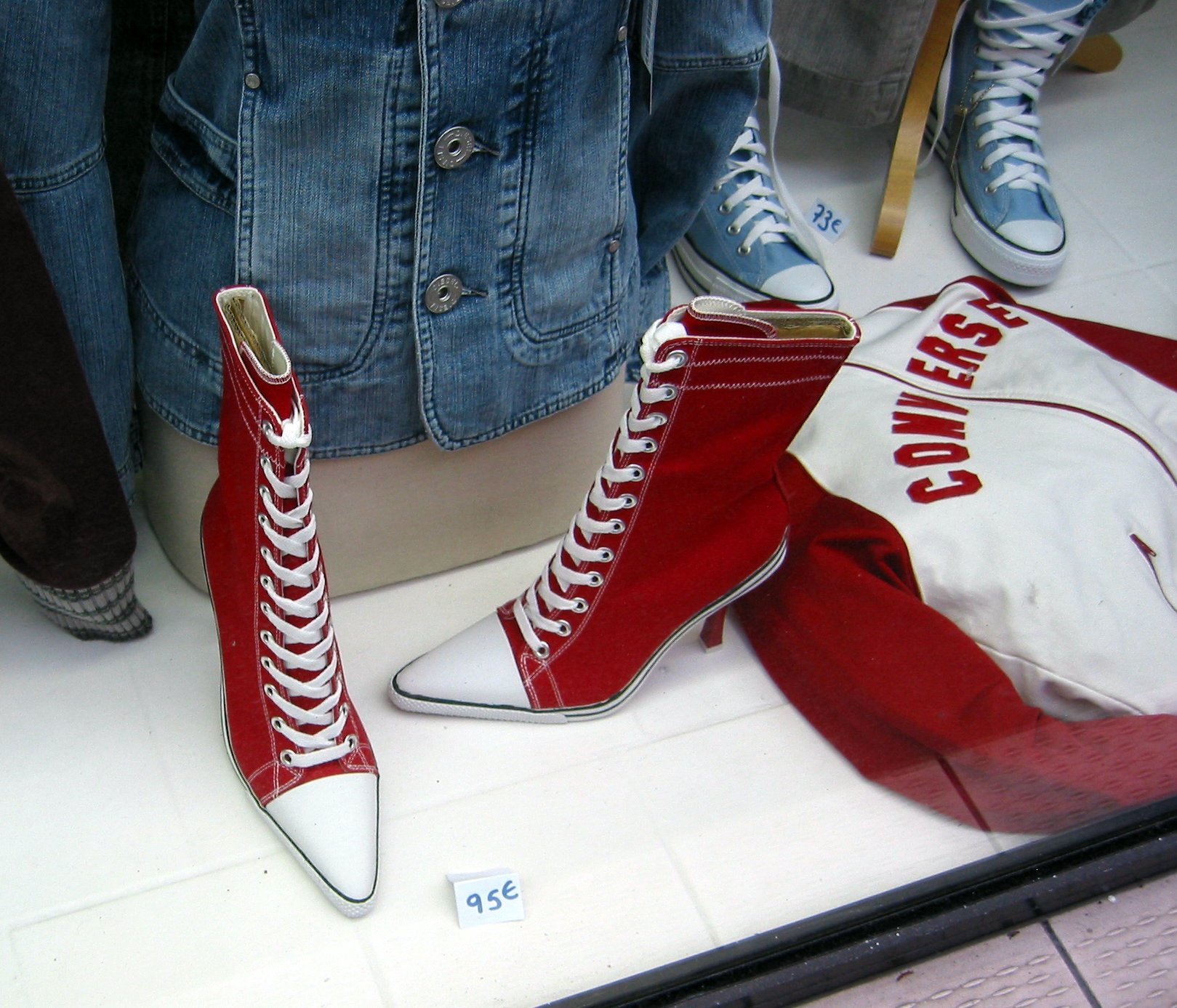
Những đôi giày Converse phá cách tại Paris

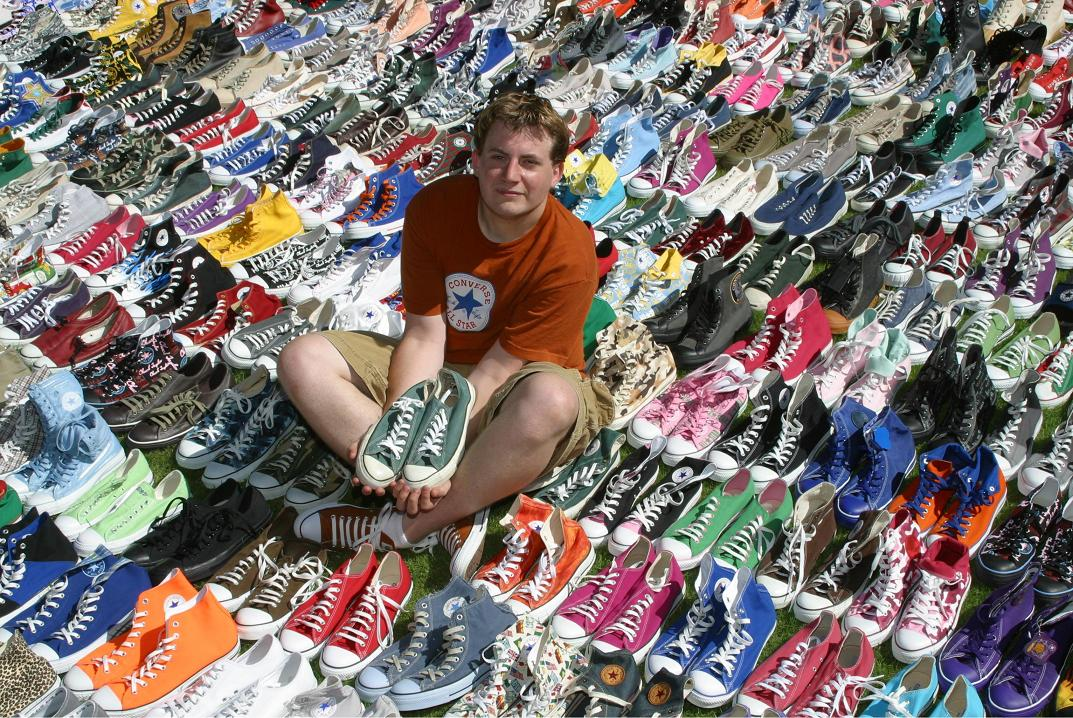
Joshua Mueller, người có tên trong Sách Kỷ lục Guinness cho bộ sưu tập "Chucks" lớn nhất

Nhiều phiên bản đặc biệt của các đôi giày Converse đã được tạo ra, bao gồm phiên bản DC Comics, Pink Floyd, The Ramones, AC/DC, Sailor Jerry, Metallica, The Clash, Dr. Seuss, Grateful Dead, Ozzy Osbourne, Jimi Hendrix, Miley Cyrus (người đã giúp quảng cáo thiết kế cầu vòng của Converse trong cuộc diễu hành Pride Parade năm 2017  và thiết kế của phiên bản năm 2018 cũng trong cuộc diễu hành này với sự kết hợp của quỹ từ thiện của cô, Happy Hippie Foundation ), Drew Brophy, Nirvana, Bad Meets Evil, Green Day, Gorillaz, Matt and Kim, Black Sabbath, the Control, phiên bản xanh lục, nâu hoặc ngụy trang, Super Mario và Danny Potthoff. Ba mẫu thiết kế mới nhất của hãng đều dành cho giày cao cổ, được lấy cảm hứng từ The Who.
Thêm vào đó, Converse cũng có sản phẩm xuất hiện trong khoảng 650 bộ phim, một số có thể kể đến như Back to the Future, I, Robot, Grease vàStand by Me.
David Tennant (trong vai Tenth Doctor) đã đeo rất nhiều đôi Converse cao cổ trong phim truyền hình giả tưởng Doctor Who, bao gồm các phiên bản màu đỏ và màu kem .
Tháng 7 năm 2018, Converse kết hợp với BT21, một nhóm nhân vật được tạo ra bởi các thành viên trong nhóm nhạc Hàn Quốc BTS để ra mắt phiên bản cộng tác đặc biệt của dòng giày của các nhân vật BT21, những đôi giày này đang được bán với số lượng hạn chế tại Châu Á từ ngày 27 tháng 7 năm 2018.